# اسلام‌آباد (گوهرکوه)
اسلام‌آباد روستایی در دهستان گوهرکوه بخش گوهرکوه شهرستان تفتان استان سیستان و بلوچستان ایران است.

## جمعیت
بر پایه سرشماری عمومی نفوس و مسکن در سال ۱۳۹۵ این روستا دارای ۱۰۶ خانوار و ۳۵۴ نفر بوده است.